# Казачий (Самарская область)
Казачий — посёлок в Елховском районе Самарской области. Входит в сельское поселение Красное Поселение.

## География
Находится у реки Кандабулак на расстоянии примерно 16 километров по прямой на северо-северо-восток от районного центра села Елховка.

## История
Основан в XIX веке. В 1910 году учтено 17 дворов, 113 человек, русские. На 1983 год было 77 жителей. Название посёлка время от времени варьировалось (деревня Казачья, Правая Казачья, Казачка).

## Население
Постоянное население составляло 109 человек (русские 77 %) в 2002 году, 94 в 2010 году.